# PHPixie
PHPixie یک چارچوب نرم‌افزاری متن باز پی اچ پی است که از الگوی HMVC بهره می‌برد.

PHPixie در سال ۲۰۱۲ به عنوان یک شاخه از چارچوب دیگری به نام کوهانا شروع به کار کرد. بعدها که بیشتر قسمت‌های کوهانا توسط این چارچوب پوشش داده شد، تصمیم گرفته شد تا به چارچوبی مستقل تبدیل شود.